# Wilhelm Kotarbiński
Wilhelm Kotarbiński (en polonais : Wilhelm Kotarbiński), né le 30 novembre 1848 à Nieborów, gouvernement de Varsovie, (sous l'Empire russe) et mort le 4 septembre 1921 à Kiev en Ukraine (sous l'Empire russe), est un brillant représentant du modern style et du symbolisme en peinture. C'est un peintre de genre et de sujets fantastiques. Il est le demi-frère du peintre et écrivain Miloch Kotarbiński et le frère de l'écrivain Jozef Kotarbiński.

## Biographie
Kotarbiński est né en Empire russe dans le gouvernement de Varsovie. Il a étudié le dessin à Varsovie puis à l'académie Saint-Luc de Rome en Italie. Il obtient une médaille d'argent et le titre de Premier dessinateur de Rome. Comme étudiant de l'Académie impériale des beaux-arts de Saint-Pétersbourg, il obtient une petite médaille d'or pour son tableau Prométhée enchaîné au volcan. Pour son tableau Le Prince Pojarski, malade, reçoit les émissaires de Moscou il reçoit le titre d'artiste du premier degré.
Le peintre vit longtemps à Rome. Puis, à partir de 1880, il vit et travaille à Kiev. Il réalise des tableaux sur des sujets mythologiques, bibliques , des portraits, des compositions fantastiques.

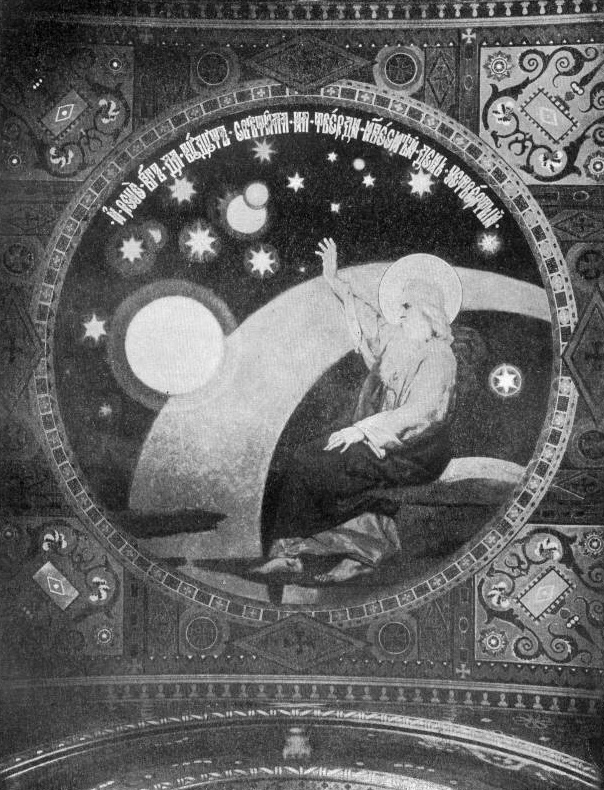
Quatrième jour de la création, fresque de Pavel Svedomski, cathédrale Saint-Vladimir à Kiev

Il participe aux travaux de Victor Vasnetsov et d'autres peintres (Mikhaïl Vroubel, Mikhaïl Nesterov) pour la décoration de la Cathédrale Saint-Vladimir de Kiev, où il crée plusieurs fresques avec Pavel Svedomski : Dernière cène, Entrée du Seigneur à Jérusalem,Crucifixion, le Jugement de Pilate. Les peintures murales de Kiev en ont fait un des artistes les plus célèbres de l'Empire russe. Il reçoit l'ordre de Saint-Stanislas du 2e degré et en 1905 il est nommé académicien à Saint-Pétersbourg.
À Kiev, Wilhelm Kotarbiński réalise une série de commandes pour le mécène Nicolas Terechtchenko, au boulevard Taras Chevtchenko (actuel Musée national Taras Chevtchenko), et crée aussi 13 panneaux pour la maison de V. Khanenko sur la chaussée Alekseievski (aujourd'hui Musée national des beaux-arts Bogdan et Varavara Khanenko sur la rue Terechtchenkovski.

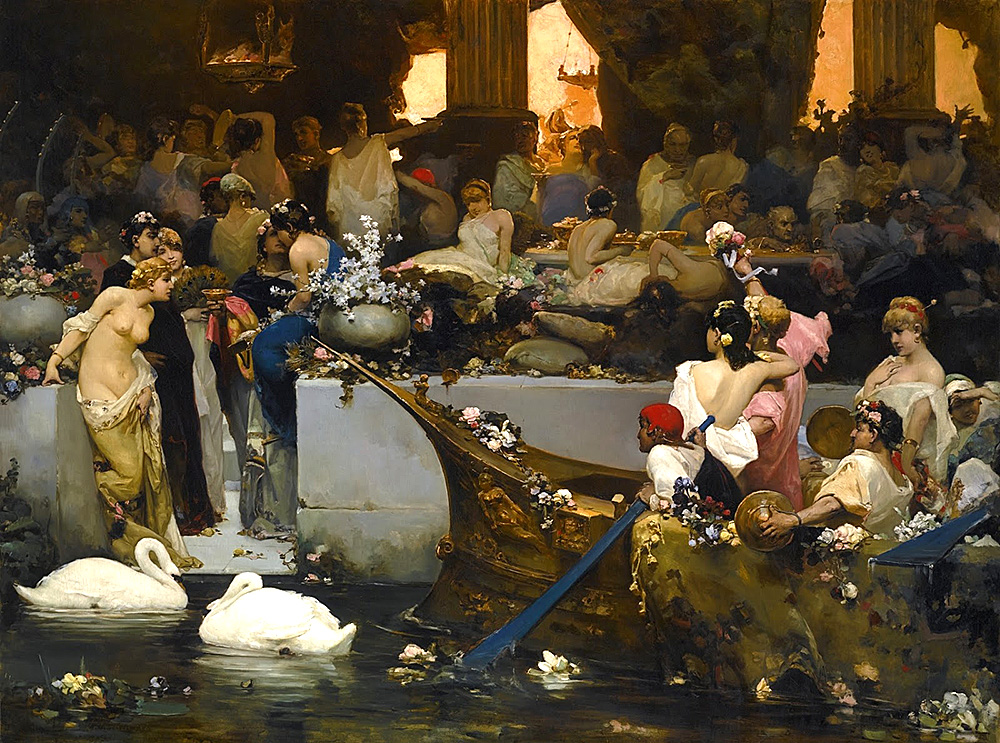
Orgie romaine, Musée Russe

Kotarbiński a créé une série de peintures sur chevalet (Orgie romaine, Bataille des Centaures et des Amazones). Son tableau orgie romaine se trouve au Musée Russe de Saint-Pétersbourg.
Il meurt à Kiev en septembre 1921, et est enterré au cimetière Baïkov dans la première section polonaise du nouveau cimetière.

## Galerie

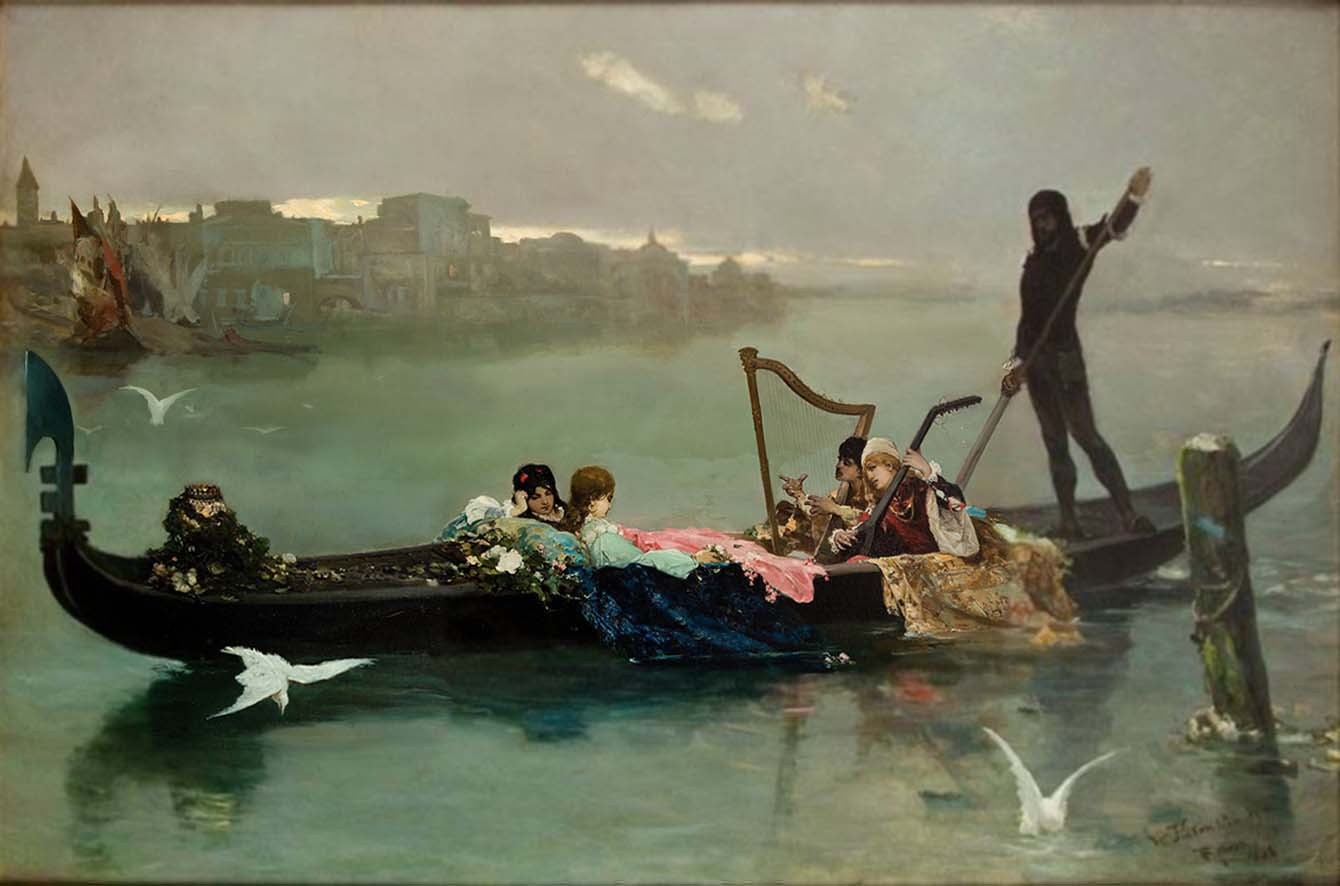
Sérénade vénitienne (1881).
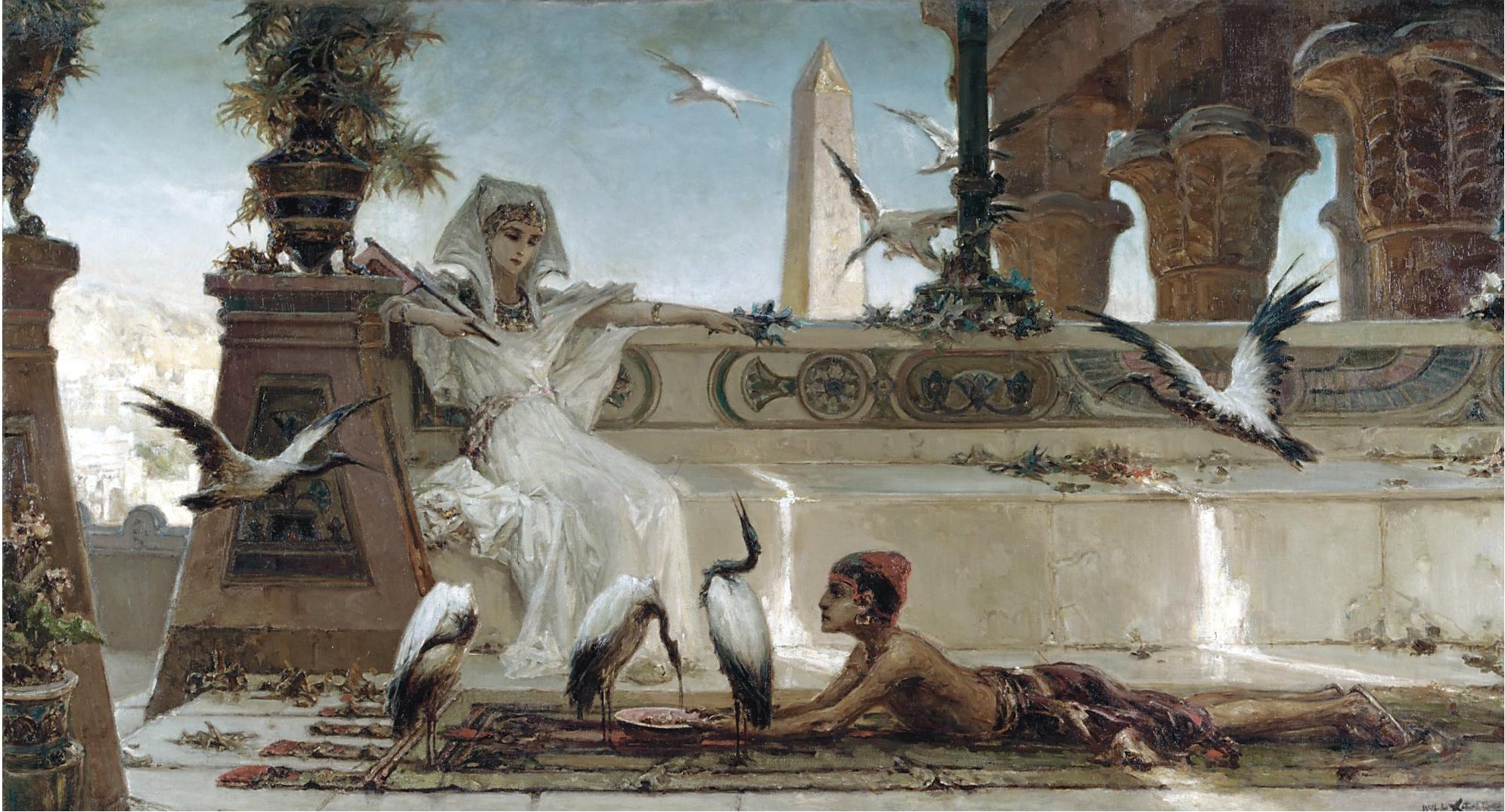
Cléopatre
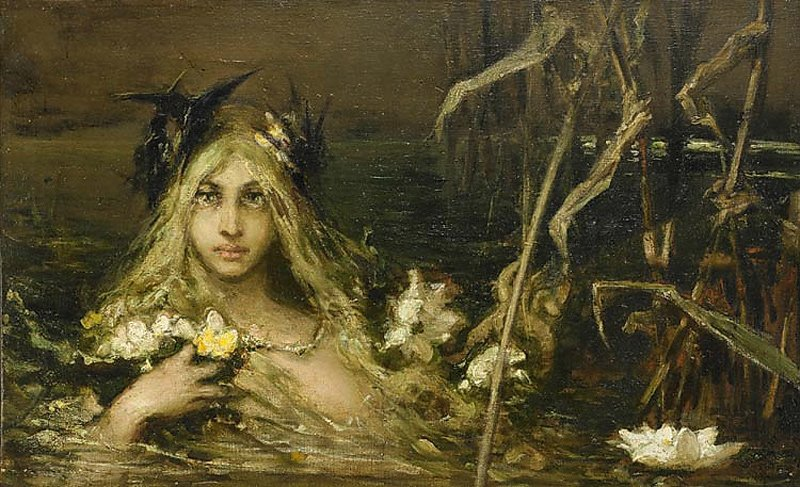
Nymphe des eaux
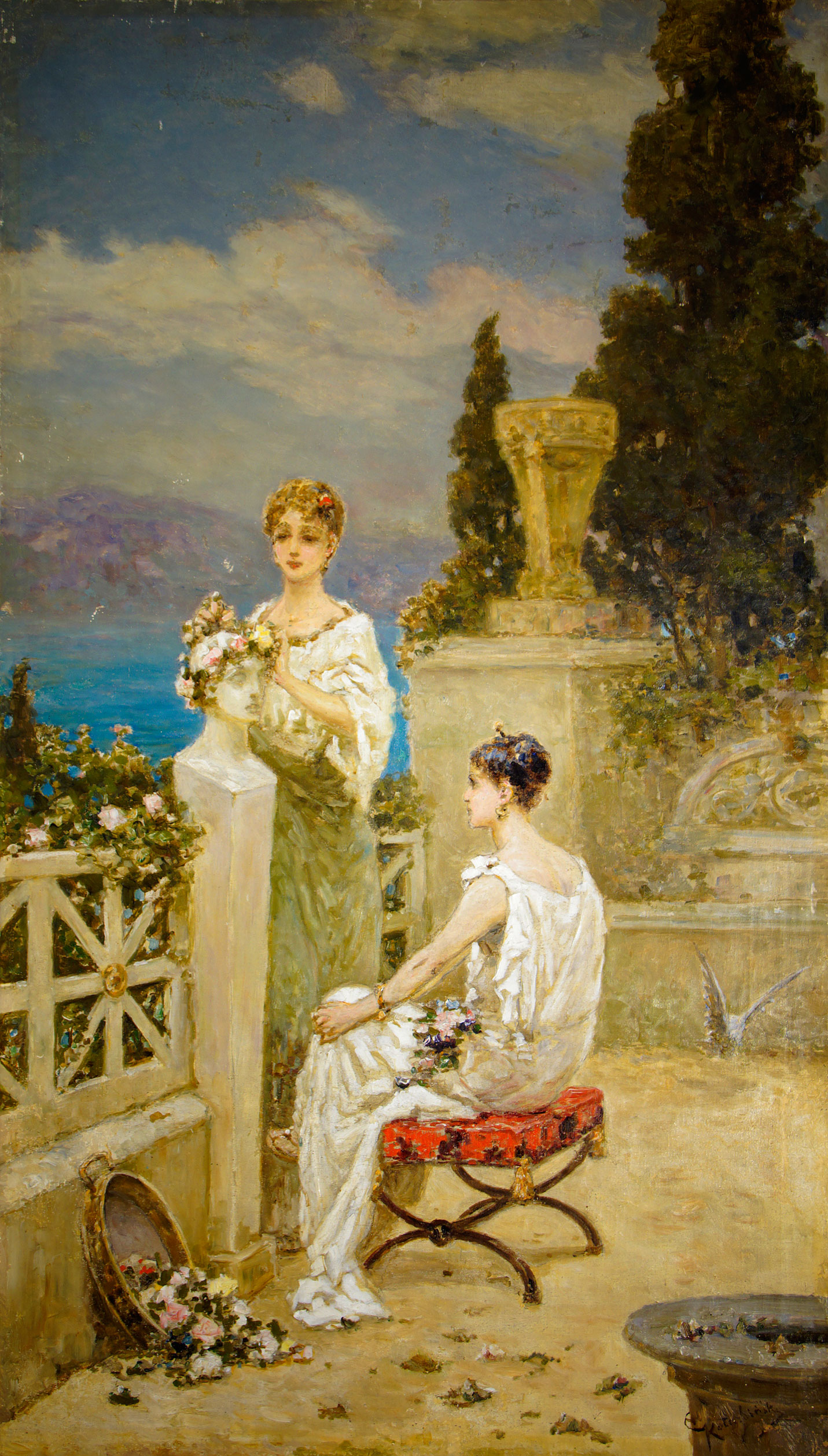
Idyle italienne
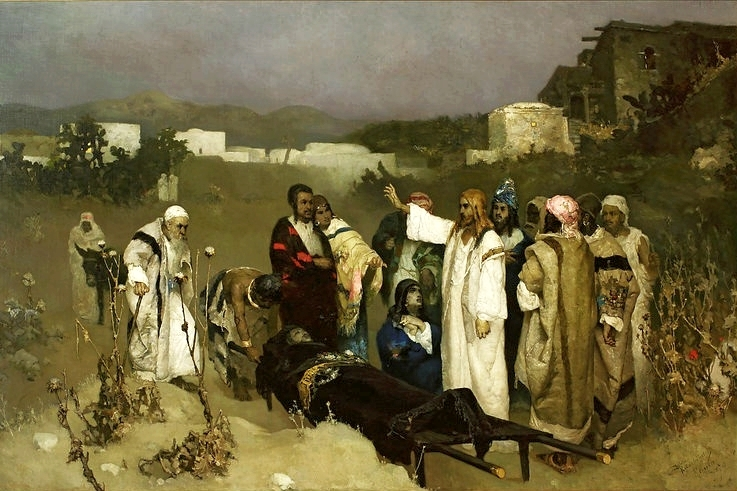
Résurrection du fils de la veuve (1879)
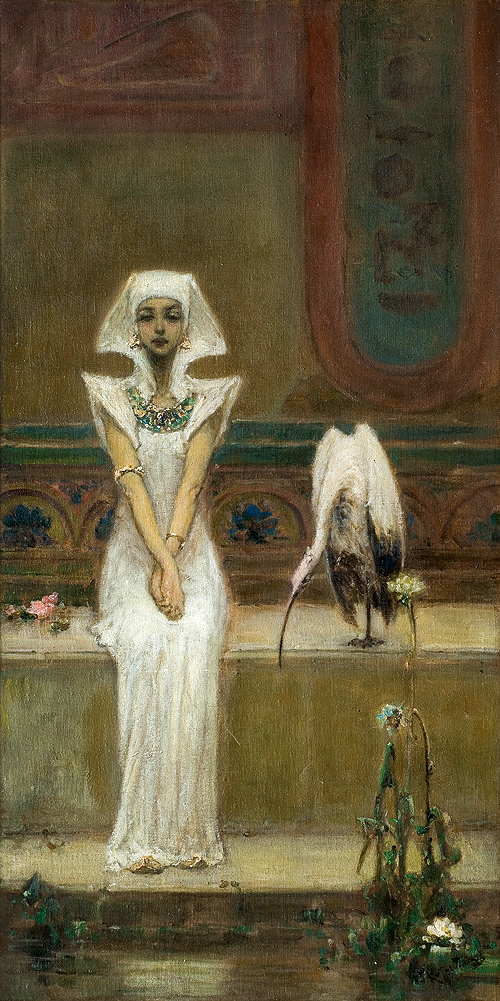
L'égyptienne (1900)
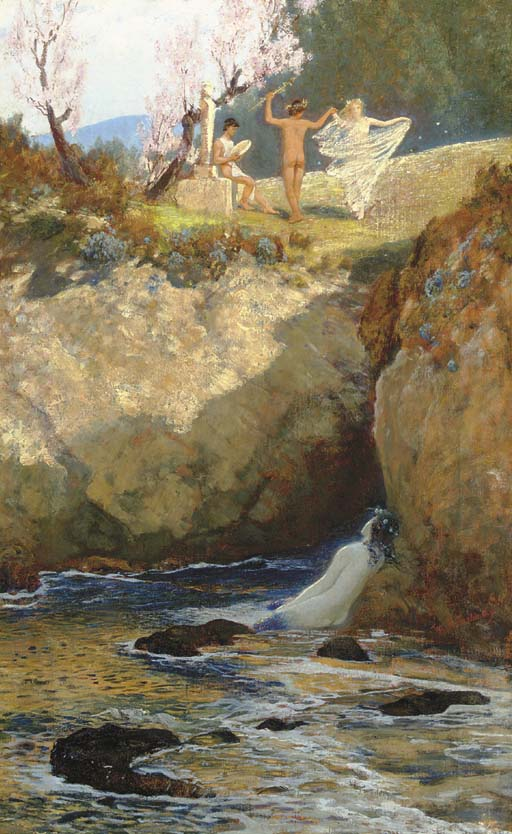
La Danse
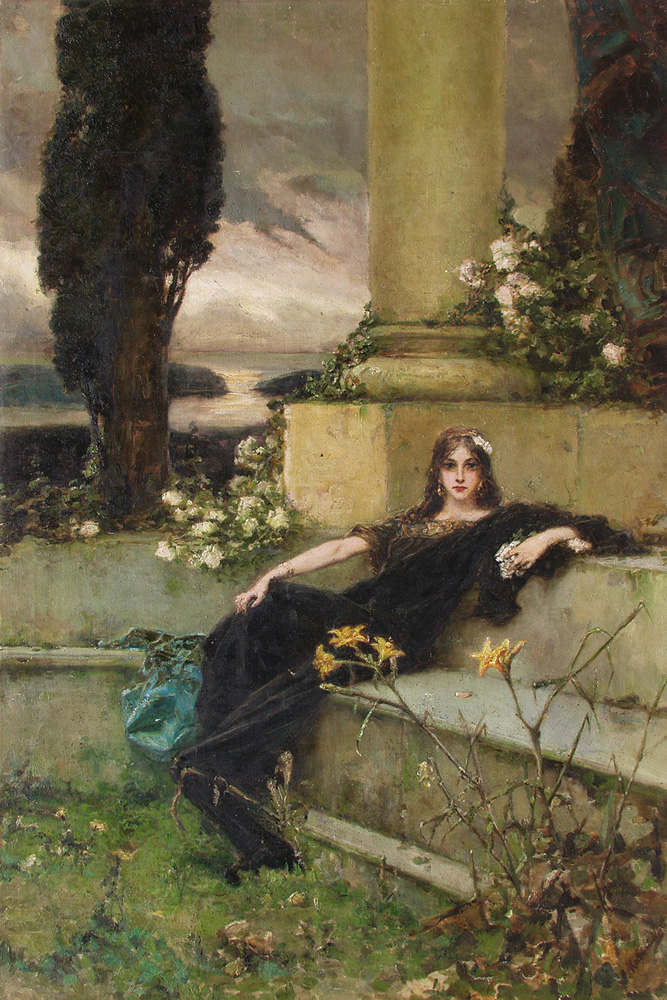
Le Silence du soir
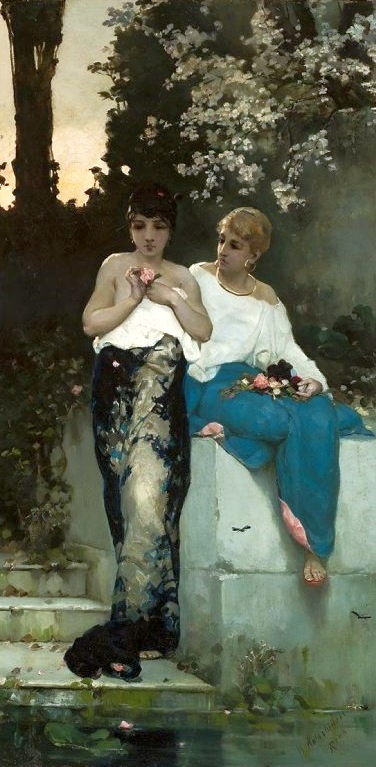
Deux romaines